# زاندهایزن
زندوایزن (به هلندی: Zandhuizen) یک منطقهٔ مسکونی در هلند است که در وست‌استلینگ‌ورف واقع شده‌است. زندوایزن ۳۰۹ نفر جمعیت دارد.